# 諸生党
諸生党（しょせいとう）は、水戸藩の保守・門閥派。幕末に家老市川弘美（三左衛門）らを中心に、藩内で改革派・天狗党と激しい抗争を繰り広げた。市川派あるいは諸生派とも呼ばれた。当時水戸城三ノ丸にあった藩校、弘道館の諸生（書生）が多かったためこの名がある。

## 改革派との権力抗争

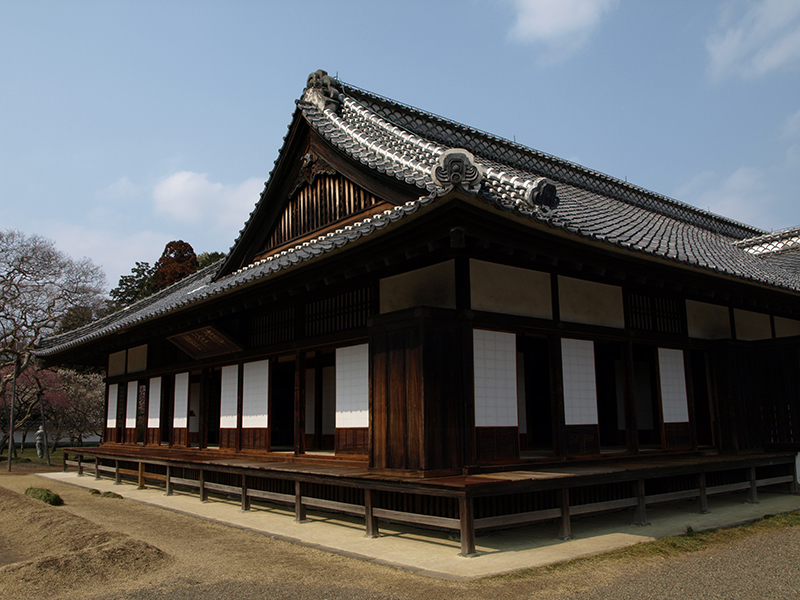
水戸藩　弘道館

文政12年（1829年）に水戸藩主に就任した徳川斉昭はそれまでの門閥にこだわらず、自分の擁立に功があった下士層から藤田東湖、武田耕雲斎らの人材を多く登用し藩政改革に着手した。これに反発する門閥派が諸生党の起こりである。彼らは斉昭や改革派からの権力奪還の機会を伺っていたが、弘化元年（1844年）に斉昭が幕命で強制隠居させられ家督を嫡男の徳川慶篤に譲り謹慎を命じられると、年少の慶篤を補佐して藩政の中心となる。しかし斉昭は謹慎が解除されるや、慶篤を後見して藩政に復帰したため、門閥派は再び勢力を失ったかに見えた。安政5年（1858年）に大老井伊直弼が日米修好通商条約を独断調印すると、これを批判した斉昭は永蟄居を命じられる。これに対し水戸藩改革派が朝廷に運動し戊午の密勅が下されると、幕府はその返納を要求、密勅問題を巡って水戸藩内で返納を主張する門閥派が復活、これに反対する改革派急進派（激派）との対立が激化した。幕府の臣下であるはずの水戸藩へ朝廷から直接勅書が渡されたことにより威信を失墜した幕府は水戸藩改革派を断罪（安政の大獄）、それに反発した激派が桜田門外の変・坂下門外の変などを起こしてさらに弾圧され、改革派は力を失い、幕府に恭順する門閥派が藩内で勢力を強めた。

## 天狗党の乱討伐
元治元年（1864年）3月、改革派激派の藤田小四郎らが筑波山で挙兵すると（天狗党の乱）、危機感を抱いた門閥派の市川三左衛門、佐藤信近（図書）、朝比奈泰尚（弥太郎）、鈴木重棟（石見守）らが改革派の排撃を始めた。7月、幕府が天狗党追討令を出し、常陸、下野の諸藩に出兵を命じると、市川らは弘道館諸生を中心とする部隊を組織して天狗党の討伐を開始した。ここで諸生の党、すなわち諸生党が反天狗党の総称となり、水戸藩領内各地で士民が諸生党側と天狗党側に分かれての抗争が始まった。
諸生党軍は下妻近くの多宝院で藤田ら天狗党軍の夜襲を受けるなどして敗走。水戸へ逃げ帰ると水戸城を占拠し、天狗党に加わっている者の一族の屋敷に放火し、残っていた家人を投獄した。これを聞いた天狗党が水戸城に迫ってくると、諸生党は城下で迎撃、勝利した。この内乱鎮静のため、京都にいる藩主慶篤の名代として宍戸藩主松平頼徳が幕命により水戸へ下向する。しかし、一行の中に武田耕雲斎ら改革派の要人が加わっており、改革派の士民も多く同行していたため、改革派に主導権を握られることを恐れた市川らは戦備を整えて一行の入城を拒絶。頼徳は入城させるよう市川と交渉するが実らず、戦闘が終わる気配はなかった。やむなく頼徳は那珂湊に退き天狗党と合流する。幕命を受けた頼徳を敵に回したことで叛逆の罪に問われることを防ぐため、諸生党は幕府に働きかけ天狗党と共に頼徳一行も討伐対象とすることに成功し、水戸城下で戦闘を繰り返した。10月、諸生党は田沼意尊を将とする幕府の討伐軍の応援を得て那珂湊を包囲し、ついに天狗党を敗走させた。一橋慶喜の仲介を頼りに天狗党が京都へ去り、諸生党が藩政を掌握すると天狗党やその協力者の弾圧を進めた。樋口一葉が師事した中島歌子も武田耕雲斎と国事に奔走した夫(林忠右衛門)が下野国部田野原で戦死するや、これに連座し投獄されたが、数ヶ月後に釈放された。
12月、藤田ら天狗党一行が越前敦賀で討伐軍に降伏し、その多くが処刑され乱は鎮圧された。諸生党は藤田小四郎や武田耕雲斎らの首を水戸に移して、罪人として晒し、乱に加担した者の家族を処刑した。

## 戊辰戦争以後
慶応4年1月（1868年2月）、戊辰戦争が始まると、諸生党に対する追討命令が朝廷から出された。これにより水戸藩に戻った本圀寺党をはじめとする天狗党の残党と諸生党の間で再度抗争が起こり、今度は賊軍となった諸生党はたちまち勢力を失い、市川らは水戸を脱して会津へ向かった。武田金次郎ら天狗党が藩内での権力を掌握すると、諸生党やその家族に対して激しい報復が行われ、各地で多くの諸生党士民が処刑されたり投獄されたりした。
水戸を脱した市川ら約500名の諸生党軍は「市川勢」等と称され、奥羽越列藩同盟の傘下に入って新政府軍との戦闘に加わることとなる。市川らはまず会津城下を目指すが、会津藩から越後方面の防衛を依頼されて柏崎に向かう。北越戦争の際には出雲崎に駐屯しており、会津藩や桑名藩等の隊と共に柏崎周辺で新政府軍と戦うが、椎谷、灰爪などでの戦闘に敗れ、数十名の戦死者を出して弥彦に退却する。7月29日に長岡城が陥落し、8月中旬に越後方面の戦線が崩壊すると、会津藩兵らと共に会津に撤退した。その後、新政府軍が会津に侵攻すると市川らは会津藩の指揮下に入って会津戦争を戦う。冬坂峠の守備についていたが、8月21日に母成峠が陥落して新政府軍が会津若松城に迫ると城下に戻り、土佐藩兵を主力とする新政府軍と大手門付近で戦ってこれを撃退、入城して城の防衛に就く。その後、会津藩家老佐川官兵衛指揮下で城外において戦っていたが、9月22日に会津藩は降伏する。9月25日、田島で会津藩降伏を知った市川らは越後長岡藩兵や回天隊などと合流して会津藩領を脱し、会津戦争参戦のため防備が手薄になっていると思われた水戸城を目指す。出発した一行の人数は500人とも1,000人とも言われる。だが早くも9月27日、片府田（現・大田原市片府田）で大田原藩兵・彦根藩兵などの軍勢に捕捉され、戦死者6名を出し退く（片府田の戦い）。さらには佐良土（現・大田原市佐良土）にて黒羽藩兵と交戦し、11人の死者を出す（佐良土の戦い）。
水戸藩領内に入り天狗党側の守備隊を破りながら9月29日に水戸城下に到着するも、城の守りは堅く入城することができなかったため、名前の由来となった弘道館を占拠して立て籠もる。これに対し天狗党軍は10月1日に攻撃を開始、激しい銃撃戦が行われたが、諸生党に同行してきた諸隊は戦意に乏しかったため、諸生党のみが奮戦する形となった。諸生党軍は天狗党軍に戦死者87名と大きな損害を与えたが、諸生党軍も戦死者約90名ほか多くの負傷者を出し、翌10月2日夜になって退却した（弘道館戦争）。再び水戸を脱した諸生党軍は玉造、潮来を経て10月4日に銚子において小見川藩兵と高崎藩兵の攻撃を受け敗走した。10月6日、八日市場（現・匝瑳市）に逃れたが水戸藩天狗党軍の追撃を受け、松山村（現・匝瑳市松山）にて朝比奈弥太郎以下多数の戦死者を出して、ついに諸生党は壊滅した（松山戦争）。市川三左衛門は逃亡し、東京に潜伏していたが明治2年（1869年）に捕えられ、水戸で処刑された。

## 諸生党幹部一覧
天狗党の乱を鎮圧後に論功行賞で禄高の加増がなされた者達の名簿である。後に諸生党政権の中心となった面々でもあった。

- 鈴木石見守:城代家老（7,000石）
- 市川三左衛門:家老（3,000石）
- 朝比奈弥太郎:家老（2,500石）
- 佐藤図書:家老（2,500石）
- 大井幹三郎:目付（300石）
- 友部八太郎:御用調役（300石）
- 渡邉伊衛門:使番（300石）
- 大岩伴次郎:郡奉行（300石）

## 石碑等

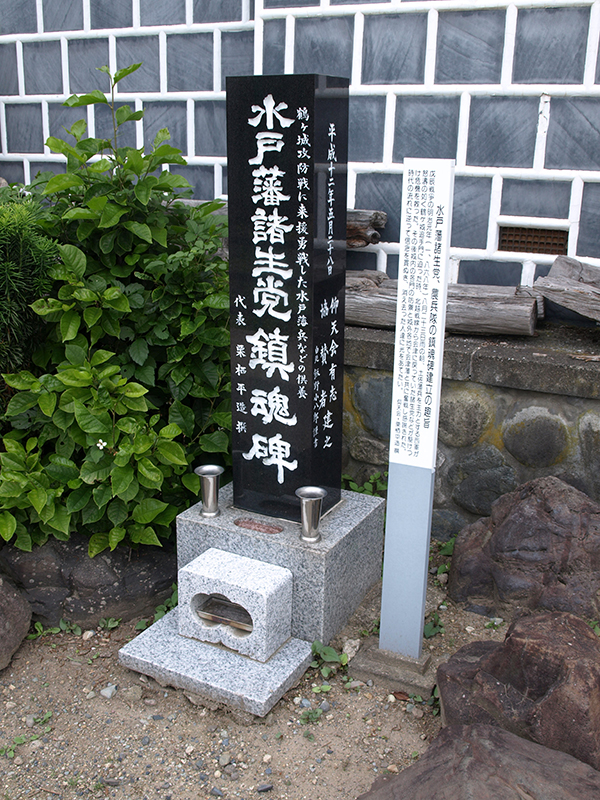
水戸藩諸生党鎮魂碑

- 水戸市の祇園寺には、昭和9年（1934年）建立の「水戸戊辰殉難慰霊碑（恩光無辺碑）」及び、市川三左衛門、朝比奈弥太郎の墓所がある。「水戸殉難者恩光碑保存会」により平成18年より、恩光無辺碑にて慰霊法要を実施。
- 水戸市の神應寺には、明治17年（1884年）、弘道館戦争の十七回忌に際して諸生党慰霊碑が建立された。石碑の「慷慨淋漓（こうがいりんり）」の文字は松平容保の書[2]。碑文は南摩綱紀が作成し、松平雪江が清書したもの[2]。昭和20年（1945年）の水戸空襲で失われ、台座と拓本のみが残されている[2][3]。2015年に「慷慨淋漓（こうがいりんり）の碑拓本附台石（ひたくほんつけたりだいいし）」として水戸市指定文化財に指定[2]。
- 新潟県柏崎市西山町灰爪の北越戦争古戦場には、戦死した諸生党員らを供養するため平成元年（1989年）に建立された「北越戊辰の役当処戦没者供養塔」がある。
- 福島県会津若松市の白虎隊記念館には、会津戦争で戦死した諸生党員を供養した「水戸藩諸生党鎮魂碑」がある。

- 千葉県匝瑳市八日市場イの福善寺には、明治2年、諸生党が全滅した戦場跡に「戦死二十五人墓（脱走塚）」と呼ばれる戦死した諸生党員の供養塔が、大正15年（1925年）には諸生党子孫により供養塔が建てられており、昭和54年（1979年）に水戸市長により偕楽園の梅が植樹された。昭和35年（1960年）匝瑳市指定文化財（記念物・史跡）。